# Paul Driessen
Paul Driessen (* 30. März 1940 in Nijmegen, Niederlande) ist ein niederländischer Animator.

## Leben
Driessen besuchte bis 1964 die Kunsthochschule in Utrecht, wo er Grafikdesign und Illustration studierte. Im Jahr 1964 kam er zum Animationsstudio Cinecartooncentre in Hilversum, wo er unter anderem Werbefilme für das niederländische Fernsehen animierte. George Dunning wurde auf ihn aufmerksam und engagierte ihn als einen der Animatoren für den Beatles-Trickfilm Yellow Submarine. Der Film kam 1968 in die Kinos. Zwei Jahre später beendete Driessen seinen ersten Kurzanimationsfilm The Story of Little John Baile. Er ging 1970 nach Kanada und ließ sich in Montréal nieder. Nach einer Zusammenarbeit mit Gerald Potterton am Langfilm Tiki Tiki wurde Driessen 1972 Mitglied des National Film Board of Canada. Ab Mitte der 1970er-Jahre pendelte Driessen zwischen Kanada und den Niederlanden und veröffentlichte in beiden Ländern Kurzanimationsfilme.
Von 1985 bis 2005 unterrichtete Driessen an der Kunsthochschule Kassel Animation. Zu seinen Schülern zählten unter anderem Daniel Stieglitz und Nils Loof sowie die späteren Oscarpreisträger Christoph Lauenstein (Balance), Tyron Montgomery (Quest) und Thomas Stellmach (Quest). Ihr Erfolg führte zu einer Weiterbeschäftigung Driessens in Kassel, der zwischenzeitlich aufgrund seiner liberalen Unterrichtsmethoden entlassen werden sollte.
Driessen, der auch mehrere Comic-Bücher veröffentlichte, lebt in Montréal und Frankreich. Zu seinen größten Erfolgen zählt die 1998 erschienene niederländische Produktion 3 Misses, die für einen Oscar in der Kategorie „Bester animierter Kurzfilm“ nominiert wurde. Wie alle seine Filme verzichtet auch 3 Misses auf Dialoge. Kritikern gilt Driessen als „der große Meister des Trickfilms“ und als „einer der anerkannten Meister der Animation und einer der profiliertesten Filmemacher“.

## Filmografie (Auswahl)
| - 1969: Yellow Submarine (nur Animation) - 1970: The Story of Little John Bailey - 1972: Le Bleu Perdu - 1972: Air! - 1974: Au bout du Fil - 1974: The Happy Prince (nur Animation) - 1975: Une Vieille Boîte - 1977: David - 1977: The Killing of an Egg | - 1980: Ter land, ter zee en in de lucht - 1980: Jeu de Coudes - 1981: Treinhuisje - 1981: Une Histoire comme une Autre - 1982: Oh what a Knight - 1983: Het scheppen van een koe - 1984: Tip-Top - 1985: Spiegeleiland - 1986: Traingang / Getting There (für Expo Vancouver) | - 1988: De Schrijver en de Dood - 1989: Uncles & Aunts #1 - 1992: The Water People - 1992: Uncles & Aunts #3 - 1995: The End of the World in 4 Seasons - 2000: 3 Misses - 2000: The Boy Who Saw the Iceberg - 2004: 2D or not 2D - 2011: Oedipus |

## Publikationen
- 2005: La fin du chien-saucisse : Et autres petits contes
- 2005: Le dernier oeuf de la dame dodo : Et autres petits contes
- 2008: Le coucou et le chat affamé et autres petits contes
- 2008: Le baptême de l’air et autres petits contes

## Auszeichnungen (Auswahl)
- 1977: Cristal d’Annecy, Festival d’Animation Annecy, für David
- 1981: Silberner Bär, Berlinale 1981, für Ter land, ter zee en in de lucht
- 1982: OIAF Award, Ottawa International Animation Festival, für  La belle et la boîte
- 1984: OIAF Award, Ottawa International Animation Festival, für  Het scheppen van een koe
- 1987: Annie Award (Winsor McCay Award) für seine Verdienste um den Animationsfilm
- 1988: Silber Hugo, Chicago International Film Festival, für De Schrijver en de Dood
- 1994: ASIFA-International Award, Ottawa International Animation Festival
- 1995: Erster Preis (Kurzfilm), World Film Festival, für The End of the World in Four Seasons
- 1996: Nominierung für einen Genie Award, Bester Kurzfilm, für The End of the World in Four Seasons
- 1996: FIPRESCI-Preis, Krakowski Festiwal Filmowy, für The End of the World in Four Seasons
- 1996: OIAF Award, Ottawa International Animation Festival, für The End of the World in Four Seasons
- 1997: FIPRESCI-Preis, Festival d’Animation Annecy, für The End of the World in Four Seasons
- 2000: Oscarnominierung, Bester animierter Kurzfilm, für 3 Misses
- 2000: Genie Award, Bester animierter Kurzfilm, für The Boy Who Saw the Iceberg
- 2001: FIPRESCI-Preis, Festival d’Animation Annecy, für The Boy Who Saw the Iceberg
- 2001: Silberner Drache, Krakowski Festiwal Filmowy, für The Boy Who Saw the Iceberg
- 2001: Nominierung Prix Jutra (Bester Animationsfilm) für The Boy Who Saw the Iceberg
- 2001: Nominierung Goldenes Kalb, Niederländisches Filmfestival, für The Boy Who Saw the Iceberg
- 2002: Lifetime Achievement Award, Animafest Zagreb